# 爆羅騎源氣
爆羅騎 源氣（ばらき げんき、本名：伊藤 爆羅騎（いとう ばらき）、1994年5月10日 - ）は、埼玉県所沢市出身で式秀部屋に所属した元大相撲力士。身長163.8cm、体重106.4kg。最高位は東幕下58枚目（2014年1月場所）。好物は豚まん。実兄は立浪部屋に所属した元幕下・羅王。

## 経歴
日本人の父、フィリピン人の母の間に埼玉県で生まれる。小学3年のときに入間市にある入間少年相撲クラブで相撲を始める。小学4年のときに両国国技館で相撲観戦していたところ、当時北の湖部屋の現役力士だった北桜に部屋見学に誘われた。
中学3年までの4年間は柔道も経験したが、中学卒業後は福岡県の希望が丘高等学校に相撲留学し相撲に専念することとなる。2012年（高校3年）の高校総体では個人32強・団体3位、国体では個人16強の成績を残した。同年12月22日、引退して年寄・小野川を襲名していた北桜が部屋を継承することが前日決まったばかりの式秀部屋に入門。
2013年1月場所の新弟子は話題性のある力士が多かったが、爆羅騎はその身長と珍名ともとれる四股名からその中でも大きな注目を集めた。この場所は前相撲で3勝2敗の数字を残し、3月場所は東序ノ口10枚目で6勝1敗の好成績を収めた。続く5月場所は東序二段24枚目に昇進し、2場所目にして早くも部屋の日本人力士としては最高位となったが、この場所も5勝2敗と勝ち越して7月場所では三段目に昇進した。同年11月場所では西三段目90枚目で土俵に上がり、仕切りで腰を高く構える工夫が実って立合いの出足が冴え渡り7戦全勝の好成績を果たした。同じくこの場所7戦全勝で幕内経験者の寶千山（現・君ヶ濱）との優勝決定戦に敗れて三段目優勝はできなかったが翌2014年1月場所では幕下に昇進。しかし、同場所では壁に跳ね返され、7戦全敗を喫し三段目からの出直しを余儀なくされた。
2017年10月7日の秋巡業さいたま場所より初切を担当。天空海とコンビを組んでいた貴健斗が怪我で初っ切りを離脱していたので、兄の羅王が天空海と同じ立浪部屋所属であるという縁と体格が小さくて初っ切りに向いていることから自身が担当することとなった。初切は2日もかからない短い期間で、とにかく動画をずっと見て覚えたという。
幕下を1場所で陥落して以降は三段目の番付が続いていたが、東三段目62枚目で迎えた2018年1月場所で、上述の全勝同点以来25場所ぶりとなる6勝以上の成績（6勝1敗）を挙げ、翌3月場所で三段目陥落以降の最高位（東8枚目）に昇進。同場所でも4勝3敗と勝ち越し、翌5月場所で26場所ぶりに幕下へ復帰。
2024年5月場所限りで引退。引退の理由としてスポーツニッポンの取材に「自分の気持ちが切れた。このまま続けてもケガにつながる」と答え、現役生活を「我慢、根性を学ばせてもらった。度胸も付いた」と総括している。場所千秋楽翌日の同月27日に、部屋で断髪式が行われた。元北桜が師匠を務める時代の式秀部屋は幕下もまともに出ないほどの弱小部屋であったため、相撲ファンからは「あの式秀部屋で幕下まで上がれたのは凄い」「式秀部屋でなければ関取になれたのではないか」と評価された。

## 取り口
- 得意手は押し。
- 基本的に遅攻の部類に入るが、大型力士が相手の場合は早めに勝負を決める傾向がある。
- 持病に喘息を持ち、激しい稽古ができなかった。

## エピソード
- 四股名にも用いられたファーストネーム「爆羅騎」は「強い人間になってほしい」という父親の願いから、1972年に公開されたマフィア映画『バラキ』にちなんで名付けられた[8][9]。
- 実兄の伊藤羅王も、立浪部屋に所属した元幕下力士だった。当時の四股名は羅王 希望（らおう のぞむ）で、2023年11月場所限り（番付上は2024年1月場所）で引退。羅王の断髪式は2023年11月場所千秋楽の夜に催された立浪部屋のパーティーの席上で行われたが、このパーティーには爆羅騎も所属部屋の壁を越えて参加し、羅王の髷に鋏を入れた[10]。
- 上述の見学当日は大雨で電車のダイヤが乱れ、予定より1時間以上遅れて部屋に着いたが、北桜は「自分が呼んだから」と部屋の外で待ち続けていた。その姿を見た父親は将来爆羅騎が大相撲に入門する際、北桜を師匠にすることを即決したという[11]。この時に爆羅騎は北桜から携帯電話の電話番号を教えてもらった[12]。
- 2012年12月26日に行われた2013年1月場所新弟子検査では160cmの身長がネックになったことから、3ヶ月伸ばした髪の毛をびん付け油で逆立てる、小野川に「身長が伸びるマッサージ」を受ける、検査会場（両国国技館）に赴く途中で体が縮まないように小野川が運転する車の後部座席で横になるなど、様々な手を打った。身長測定の際には背伸びをした（爆羅騎自身は否定）ものの、検査担当の玉ノ井はそれを咎めることなく、検査の最低基準「167cm」で合格とした[3]。翌場所以降の公式プロフィールでは概ね163cm前後となっている。
- 本名の爆羅騎をそのまま四股名にし、下の名前は小野川が電車の中で見た「茨城 元気」のキャッチフレーズを気に入っていたこと[13]と字画から「源氣」に決定した[14]。これについて小野川は「秀樹感激みたいに響きがいいじゃないですか」ともコメントしている。
- カラオケでは河島英五の『野風増』・中西保志の『最後の雨』など、いわゆる懐メロを持ち歌とする傾向がある。
- 2023年11月場所5日目、清の花に呼び戻しという珍しい決まり手を決められて敗れた。

## 主な成績
- 通算成績：229勝240敗（68場所）

| | 一月場所 初場所（東京） | 三月場所 春場所（大阪） | 五月場所 夏場所（東京）   | 七月場所 名古屋場所（愛知） | 九月場所 秋場所（東京） | 十一月場所 九州場所（福岡） |
| --- | ----------------------- | ----------------------- | ------------------------- | --------------------------- | ----------------------- | --------------------------- |
| 2013年 （平成25年） | （前相撲）              | 東序ノ口10枚目 6–1      | 東序二段24枚目 5–2        | 西三段目89枚目 3–4          | 東序二段10枚目 4–3      | 西三段目90枚目 7–0          |
| 2014年 （平成26年） | 東幕下58枚目 0–7        | 東三段目34枚目 3–4      | 西三段目51枚目 1–6        | 西三段目83枚目 4–3          | 東三段目64枚目 2–5      | 西三段目91枚目 5–2          |
| 2015年 （平成27年） | 西三段目57枚目 4–3      | 東三段目39枚目 4–3      | 東三段目24枚目 3–4        | 東三段目40枚目 3–4          | 東三段目57枚目 3–4      | 東三段目76枚目 4–3          |
| 2016年 （平成28年） | 東三段目57枚目 4–3      | 西三段目41枚目 2–5      | 東三段目68枚目 4–3        | 西三段目49枚目 3–4          | 東三段目63枚目 4–3      | 東三段目44枚目 4–3          |
| 2017年 （平成29年） | 東三段目25枚目 3–4      | 東三段目45枚目 3–4      | 西三段目65枚目 3–4        | 西三段目84枚目 5–2          | 西三段目49枚目 4–3      | 西三段目31枚目 2–5          |
| 2018年 （平成30年） | 西三段目62枚目 6–1      | 東三段目8枚目 4–3       | 東幕下59枚目 3–4          | 東三段目8枚目 1–6           | 東三段目44枚目 2–5      | 東三段目68枚目 4–3          |
| 2019年 （平成31年 /令和元年） | 東三段目50枚目 4–3      | 西三段目34枚目 1–6      | 東三段目69枚目 4–3        | 西三段目50枚目 3–4          | 西三段目68枚目 3–4      | 西三段目82枚目 4–3          |
| 2020年 （令和2年） | 西三段目63枚目 3–4      | 西三段目74枚目 3–4      | 感染症拡大 により中止     | 西三段目97枚目 2–5          | 東序二段15枚目 5–2      | 西三段目79枚目 2–5          |
| 2021年 （令和3年） | 東序二段10枚目 4–3      | 東三段目91枚目 3–4      | 西序二段10枚目 4–3        | 西三段目92枚目 3–4          | 西序二段6枚目 5–2       | 東三段目70枚目 2–5          |
| 2022年 （令和4年） | 西三段目91枚目 4–3      | 西三段目71枚目 3–4      | 西三段目90枚目 4–3        | 西三段目71枚目 4–3          | 西三段目53枚目 4–3      | 西三段目34枚目 3–4          |
| 2023年 （令和5年） | 東三段目48枚目 3–4      | 東三段目67枚目 3–4      | 西三段目84枚目 3–4        | 西序二段20枚目 5–2          | 東三段目75枚目 3–4      | 東序二段筆頭 4–3            |
| 2024年 （令和6年） | 西三段目71枚目 2–5      | 東序二段4枚目 3–4       | 西序二段24枚目 引退 4–3–0 | x                           | x                       | x                           |
| 各欄の数字は、「勝ち-負け-休場」を示す。 優勝 引退 休場 十両 幕下 三賞：敢=敢闘賞、殊=殊勲賞、技=技能賞 その他：★=金星 番付階級：幕内 - 十両 - 幕下 - 三段目 - 序二段 - 序ノ口 幕内序列：横綱 - 大関 - 関脇 - 小結 - 前頭（「#数字」は各位内の序列） |                         |                         |                           |                             |                         |                             |